# Osul trapezoid

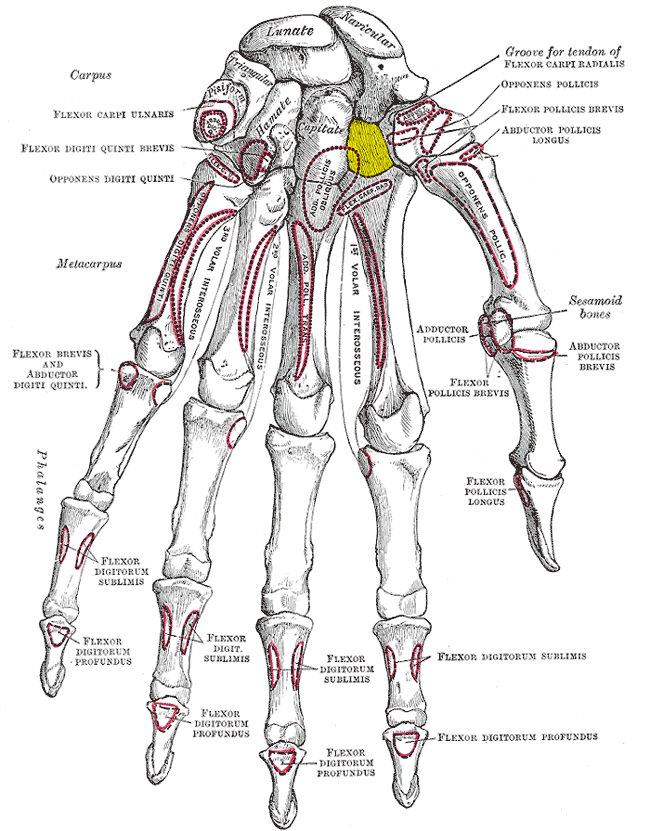
Trapezoidul (în galben) văzut pe fața palmară (anterioară) a mâinii stângi

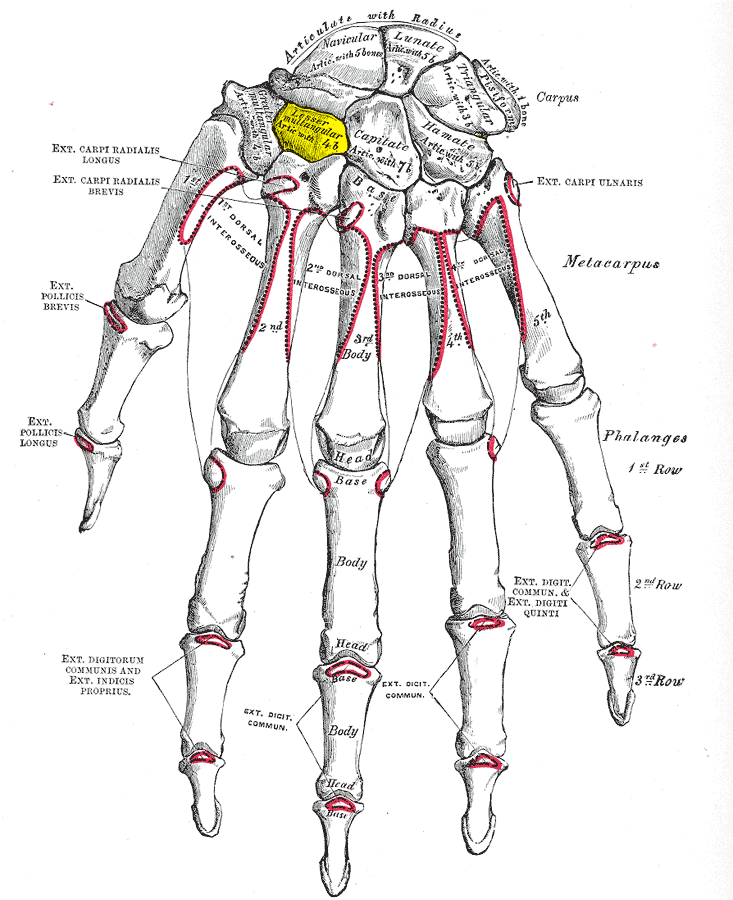
Trapezoidul (în galben) văzut pe fața dorsală (posterioară) a mâinii stângi

Trapezoidul (în roşu) mâinii stângi

Trapezoidul sau osul trapezoid  (Os trapezoideum) este al doilea, dinafară înăuntru, dintre oasele celui de-al doilea rând de oase carpiene. Are o formă neregulată asemănătoare cu cea a unui con cu baza posterior. Se articulează proximal cu scafoidul, distal cu osul metacarpian II, lateral cu trapezul și medial cu osul capitat.
Trapezoidul prezintă 4 fețe articulare: laterală, medială, inferioară și superioară și 2 fețe nearticulare: palmară și dorsală.
- Fața superioară (proximală) articulară, ușor concavă, se articulează cu scafoidul (Os scaphoideum)
- Fața inferioară (distală) articulară în formă de șa se articulează cu osul metacarpian II
- Fața laterală (radială) articulară este convexă și se articulează cu trapezul (Os trapezium).
- Fața medială (ulnară) articulară este concavă și se articulează cu osul capitat (Os capitatum).
- Fața palmară (anterioară) nearticulară este mică și rugoasă. Pe ea își au originea capul oblic al mușchiului adductor al policelui (Caput obliquum musculi adductoris pollicis) și capul profund al mușchiului flexor scurt al policelui (Caput profundum musculi flexoris pollicis brevis).
- Fața dorsală (posterioară) nearticulară și rugoasă este mai mare decât fața palmară.